# Municipio de Emerson (condado de Dixon)
El municipio de Emerson (en inglés: Emerson Township) es un municipio ubicado en el condado de Dixon en el estado estadounidense de Nebraska. En el año 2010 tenía una población de 523 habitantes y una densidad poblacional de 7,59 personas por km².

## Geografía
El municipio de Emerson se encuentra ubicado en las coordenadas 42°19′47″N 96°45′18″O / 42.32972, -96.75500. Según la Oficina del Censo de los Estados Unidos, el municipio tiene una superficie total de 68.94 km², de la cual 68,92 km² corresponden a tierra firme y (0,03 %) 0,02 km² es agua.

## Demografía
Según el censo de 2010, había 523 personas residiendo en el municipio de Emerson. La densidad de población era de 7,59 hab./km². De los 523 habitantes, el municipio de Emerson estaba compuesto por el 96,18 % blancos, el 0,19 % eran amerindios, el 0,57 % eran isleños del Pacífico, el 1,15 % eran de otras razas y el 1,91 % eran de una mezcla de razas. Del total de la población el 5,74 % eran hispanos o latinos de cualquier raza.